# Henry Roth
Henry Roth (* 8. Februar 1906 in Tysmenitz bei Stanislau, Königreich Galizien und Lodomerien, Österreichisch-Ungarische Monarchie; † 13. Oktober 1995 in Albuquerque, New Mexico, USA) war ein jüdisch-amerikanischer Romancier und Verfasser von Kurzgeschichten.

## Leben
Roths Familie wanderte um 1908 in die USA aus und wohnte in verschiedenen Vierteln in New York. Nach dem Schulabschluss studierte Roth ab 1924 Biologie am City College of New York. Er hatte eine Beziehung zu seiner Englischprofessorin am College, Eda Lou Walton, Tochter des Politikers William Bell Walton, die ihn auch beim Schreiben seines 1934 veröffentlichten Romans Nenn es Schlaf unterstützte. Er beschreibt die Kindheit eines Sohnes jüdisch-galizischer Einwanderer in der armen New Yorker East Side und trägt autobiographische Züge. Das Buch gilt als ein Meisterwerk dieses Genres.
Ein zweiter Roman, den er als proletarischen Roman schreiben wollte, nachdem er der Kommunistischen Partei der USA (CPUSA) beigetreten war, gelang ihm nicht. Nach der Beendigung der Beziehung zu Walton heiratete er 1938 die Komponistin Muriel Parker, sie hatten zwei Söhne. Das Schreiben stellte er nun weitgehend ein und schlug sich als Gelegenheitsarbeiter und später als Geflügelzüchter durch. 1968 zog die Familie nach New Mexico.
1964 erschien eine Neuauflage von Call It Sleep, die ihn wieder bekannt machte. In seinen letzten Lebensjahren schrieb er noch den autobiographischen Romanzyklus Die Gnade eines wilden Stroms.

## Sonstiges
2018 war ein Ausschnitt aus Call It Sleep Thema der Englisch-Abiturprüfung in Baden-Württemberg und Mecklenburg-Vorpommern. In Baden-Württemberg gab es von Schüler-Seite die Petition "Englisch Abitur 2018 Baden-Württemberg unfair!". Die Debatte darüber fand internationales Echo.

## Werke
- Call It Sleep. Ballou, New York 1934.
  - deutsche Ausgabe: Nenne es Schlaf. Übersetzt von Curt Meyer-Clason. Kiepenheuer und Witsch, Köln und Berlin 1970.
  - Neuübersetzung: Nenn es Schlaf. Übersetzt von Eike Schönfeld. Kiepenheuer und Witsch, Köln 1998, ISBN 3-462-02700-X
- Nature’s First Green. Targ Editions, New York 1979
- Shifting Landscape: A Composite, 1925–1987. Herausgegeben von Mario Materassi. Jewish Publ. Soc., Philadelphia 1987, ISBN 0-8276-0292-8.

Romantetralogie „Mercy of a Rude Stream“:
- Band 1: A Star Shines Over Mt. Morris Park. St. Martin’s, New York 1994, ISBN 0-312-10499-5.
  - deutsch: Die Gnade eines wilden Stroms. Übers. Heide Sommer. Beltz, Weinheim 1996, ISBN 3-88679-707-4
- Band 2: A Diving Rock on the Hudson. St. Martin’s, New York 1995, ISBN 0-312-11777-9
  - deutsch: Ein schwimmender Fels am Ufer des Hudson. Übers. Heide Sommer. Beltz, Weinheim 1997, ISBN 3-88679-709-0
- Band 3: From Bondage. St. Martin’s, New York 1996, ISBN 0-312-14341-9
  - deutsch: Die Entfesselung. Übers. Heide Sommer. Ullstein, Berlin 2000, ISBN 3-89834-013-9
- Band 4: Requiem for Harlem. St. Martin’s, New York 1998, ISBN 0-312-16980-9
  - deutsch: Requiem für Harlem. Übers. Heide Sommer. Rotbuch, Hamburg 2005, ISBN 3-434-53139-4, Mit Nachwort & Glossar jiddischer und hebräischer Ausdrücke

Texte aus dem Nachlass:
- An American Type. Hg. Willing Davidson. Norton, New York 2010, ISBN 978-0-393-07775-9
  - deutsch: Ein Amerikaner. Übers. Heide Sommer. Hoffmann & Campe, Hamburg 2011, ISBN 978-3-455-40321-3